# Regione Metropolitana di Belém
La regione metropolitana di Belém è l'area metropolitana di Belém nello Stato del Pará in Brasile.

## Comuni
Comprende 5 comuni:
| Comune                | Legislazione | Area      | Abitanti  |
| --------------------- | ------------ | --------- | --------- |
| Ananindeua            | LCF 14/1973  | 185,057   | 484.278   |
| Belém                 | LCF 14/1973  | 1.064,918 | 1.408.847 |
| Benevides             | LCF 14/1973  | 187,868   | 43.282    |
| Marituba              | LCF 14/1973  | 103,279   | 93.416    |
| Santa Bárbara do Pará | LCF 14/1973  | 278,151   | 13.714    |
| Totale                |              | 1.819,273 | 2.043.537 |

| Controllo di autorità | VIAF (EN) 4945150325536610090006 |